# Travessia do Mar Vermelho (Capela Sistina)
A Travessia do Mar Vermelho é um afresco  feito entre os anos de 1481 e 1482 e está localizado na Capela Sistina, Roma. A autoria da obra é incerta e está dividida entre Domenico_Ghirlandaio, Biagio d'Antonio e Cosimo Rosselli.

## História
Em 27 de outubro de 1480, diversos pintores florentinos partiram para Roma, onde foram chamados como parte de um projeto de reconciliação entre Lorenzo de' Medici, o governante de facto da República Florentina e Papa Sisto IV. Os florentinos iniciaram os trabalhos na Capela Sistina no começo da primavera de 1481 junto com Pietro Perugino.

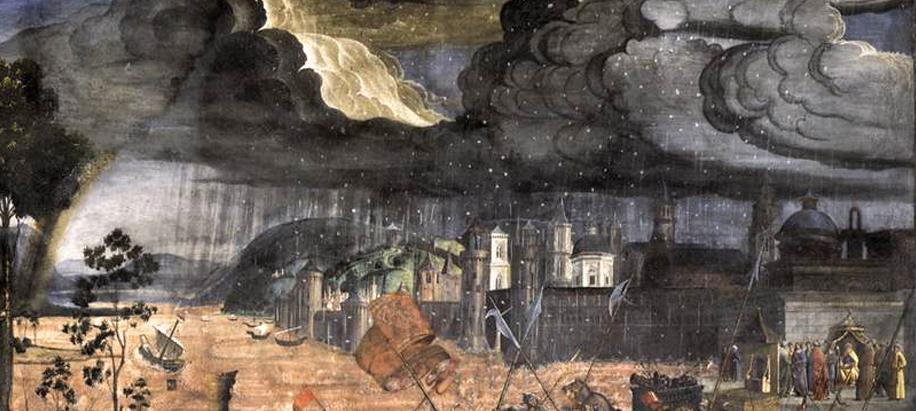
Detalhe da tempestade.

O tema da decoração era um paralelo entre as Histórias de Moisés e as de Cristo, como um sinal da continuidade do Velho e do Novo Testamento. Uma continuidade também entre a lei divina das Tábuas e a mensagem de Jesus, que por sua vez, escolheu Pedro (o primeiro bispo eleito de Roma) como seu sucessor: isso iria finalmente resultar na legitimação dos sucessores deste último, os papas de Roma.
Entre os vários afrescos do ciclo, o da Travessia do Mar Vermelho foi a que apresentou maiores problemas para atribuição da autoria. Embora o nome de Ghirlandaio seja consenso entre algumas autoridade, o estilo do trabalho lembra mais as obras de Cosimo Rosselli ou Biagio d'Antonio.

## Descrição

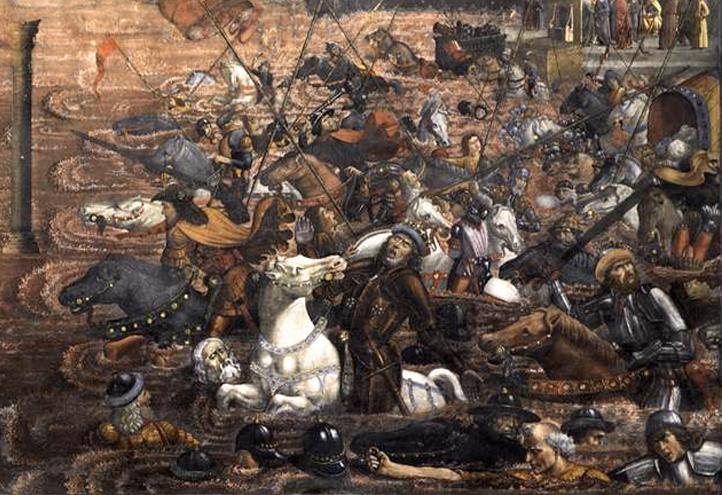
Detalhe.

A cena é parte do ciclo das Histórias de Moisés e como os outros afrescos mostra diversas cenas ao mesmo tempo. A sequência começa na parte direita onde Moisés e Aarão imploram ao faraó pela libertação dos israelitas. O faraó é retratado gritando, enquanto outras figuras tentar retornar para a costa egípcia nadando. Antes do exército esta uma coluna que paira sobre as águas: é uma representação do pilar de fogo enviado por Yahweh para afugentar os egípcios.
No centro aparece uma tempestade de granizo enviada por Deus para punir os egípcios. In the upper central area is a hail storm, sent by God to punish the Egyptians. Também são retratados alguns raios de sol e mais a esquerda um arco-íris, símbolos da libertação do povo israelita.
À esquerda estão os israelitas, liderados por um jovem Moisés com sua túnica verde, seu manto amarelo e seu bastão de comando depois de cruzado o mar

## Fonte
- Blumenthal, Arthur R. (2001). Cosimo Rosselli Painter of the Sistine Chapel. Winter Park: Cornell Fine Arts Museum